# Biały kruk

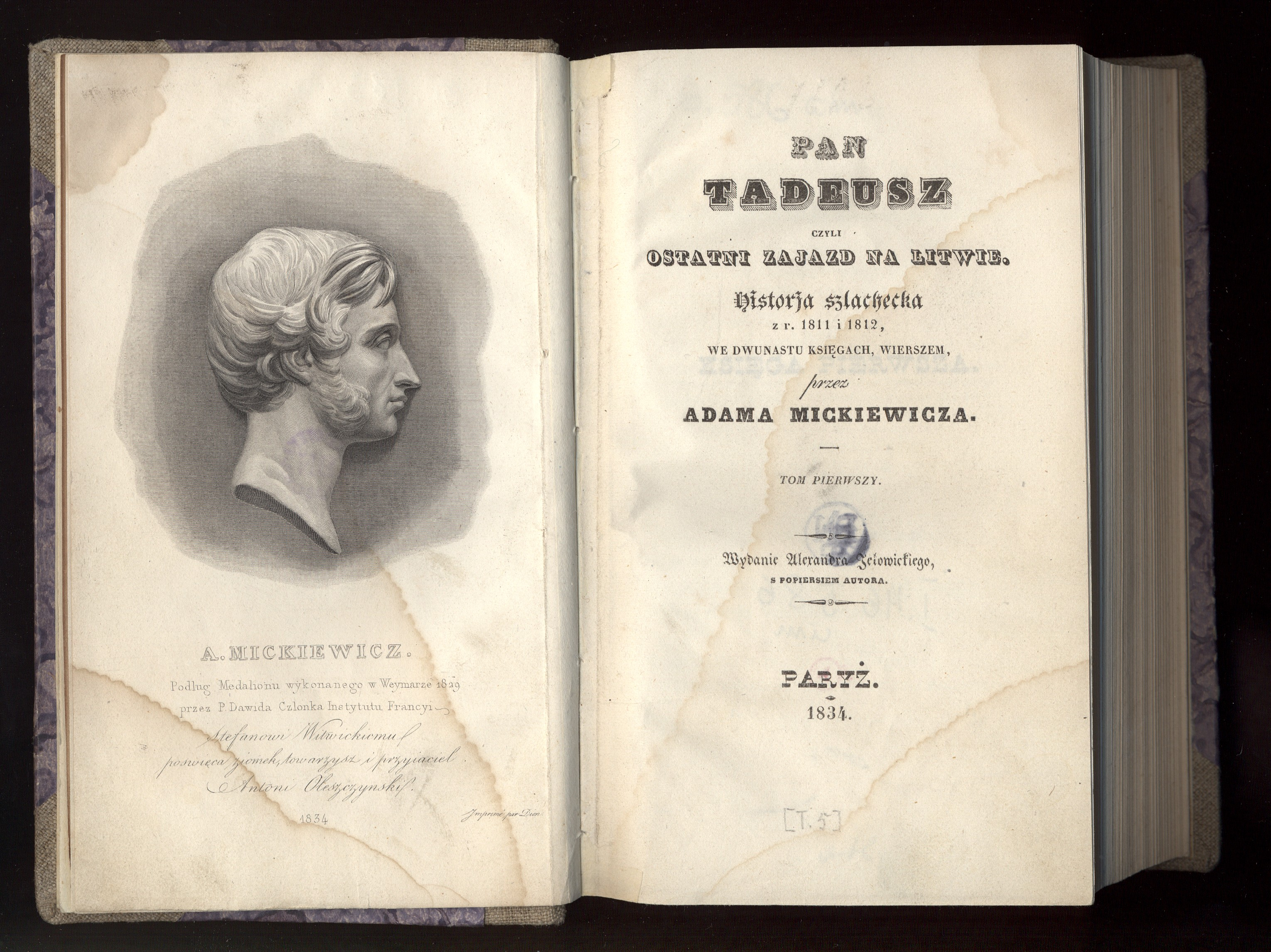
Pierwsze wydanie Pana Tadeusza Adama Mickiewicza to przykład "białego kruka"

Biały kruk – termin używany do opisania rzadkiej, cennej, często trudno dostępnej książki, która jest szczególnie wartościowa ze względu na swoje unikalne cechy. Został wprowadzony już w starożytności przez poetę satyrycznego Juwenalisa. 
Na rynku książki unikalnością, klasyfikującą do miana „białego kruka”, cechują się książki o znaczeniu historycznym i zabytkowym, zwłaszcza rękopisy i inkunabuły, stanowiące często tzw. zbiory specjalne bibliotek. Obok nich „białymi krukami” są książki artystyczne, istniejące w pojedynczych egzemplarzach lub wydawane w niskich nakładach, będące dziełem sztuki lub „zawierające dominantę elementów artystycznych, np. ilustracji, oryginalnego designu, typografii, artystycznych cech kunsztu drukarskiego czy introligatorskiego”. 

## Geneza wyrażenia
Wyrażenie „biały kruk” wywodzi się z łacińskiej frazy corvus albus, używanej przez starożytnego rzymskiego poetę Juwenalisa. Na jego powiązania z tym hasłem wskazują „Wielki słownik cytatów polskich i obcych” Henryka Markiewicza i Andrzeja Romanowskiego oraz rosyjski słownik "Русская фразеология".
Inną interpretację podaje Władysław Kopaliński, który jako źródło wymienia rara avis („rzadki ptak”). To sformułowanie również było używane przez Juwenalisa w znaczeniu rzadkości, unikatu, rarytasu i fenomenu. Prawdopodobnie oba wyrażenia zostały pomieszane i stosowane były w mowie niezależnie od siebie.
Greckie korzenie tego hasła są jeszcze starsze. Starożytni Grecy wierzyli, że kruki z wiekiem stają się białe, co czyniło je symbolem rzadkości. Wyrażenie to pojawia się już u Arystotelesa w "Historia Animalium" i w greckich mitach, oznaczając coś niemal niemożliwego do zobaczenia. Również dziś „biały kruk” oznacza wyjątkowość lub unikalność.  
Termin występuje w j. rosyjskim (белая ворона); gdzie jest jednak stosowany także w stosunku do oryginalnych ludzi.  

## Słynne białe kruki
Przykładami „białych kruków” są:
- Pan Tadeusz Adama Mickiewicza – pierwszy raz wydany 28 czerwca 1834 roku w dwóch tomach. W 2009 roku jeden z nich został pozyskany za 99 000 złotych[9].
- Sonety Adama Mickiewicza – liczba pierwszych kopii nie jest znana, w październiku w 2017 roku jeden egzemplarz sprzedany za 25 000 złotych[9].
- Pierwsze Folio Williama Szekspira -- z 700 wydanych egzemplarzy, 220 zachowało się do dzisiaj. Jeden z nich został sprzedany za kwotę 2 milionów funtów[9].
- Alicja w krainie czarów Lewisa Carrolla – pierwotnie wydano 2000 egzemplarzy, na prośbę autora zwrócono wszystkie i obecnie istnieją jedynie 22. Cena jednego egzemplarza wahała się między 2 a 3 miliony dolarów[10].

## Festiwal Białych Kruków

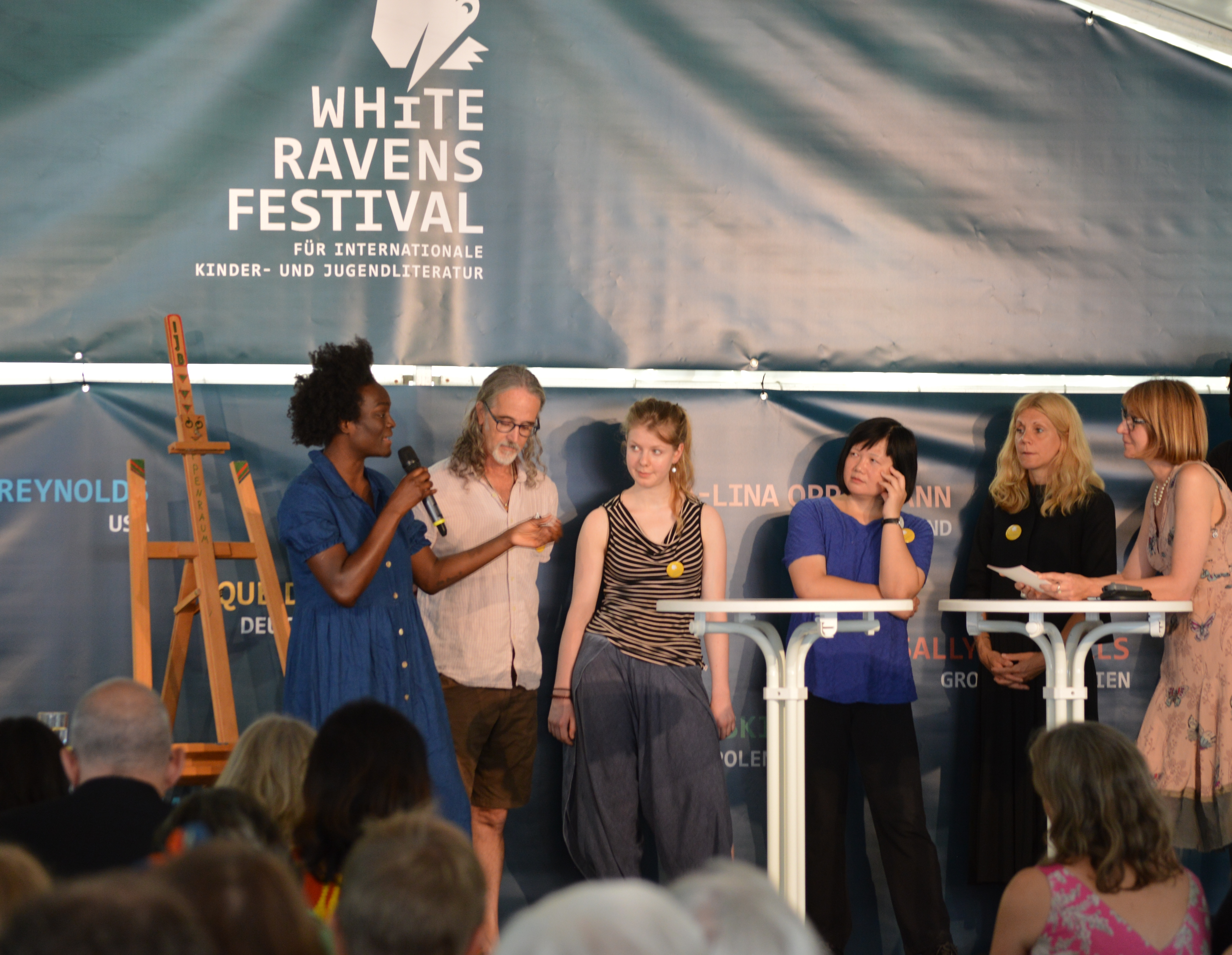
Festiwal Białych Kruków w 2018 roku w Monachium

W świecie miłośników książek szczególnie znany jest White Ravens Festival organizowany co dwa lata w Blutenburg Castle w Monachium, siedzibie Międzynarodowej Biblioteki Młodzieżowej, która jest również organizatorem wydarzenia. 
Festiwal poświęcony jest światowej literaturze dla dzieci i młodzieży, a jego nazwa nawiązuje do listy cennej i wysokiej jakości literatury dla dzieci i młodzieży, którą Międzynarodowa Biblioteka Młodzieżowa publikuje co roku. 